# Marcel Vervloesem
Marcel Vervloesem (Lier, 7 oktober 1952 – Herenthout 22 januari 2018) was een Belgische activist die beweerde zich in te zetten tegen pedocriminaliteit, maar zelf herhaaldelijk veroordeeld werd voor seksueel misbruik van minderjarigen en andere strafbare feiten.

## Activisme
In 1998 werd Vervloesem bekend door zijn betrokkenheid bij de zogenaamde "Zandvoort-zaak". Deze zaak draaide rond een cd-rom met 8.500 afbeeldingen van kindermisbruik, gevonden in het appartement van de in Italië vermoorde Gerrit Ulrich. Vervloesem claimde in bezit te zijn van deze cd-rom en bracht de zaak naar buiten via zijn werkgroep Morkhoven. Hij stelde dat de beelden deel uitmaakten van een internationaal pedofilienetwerk, maar justitie vond geen bewijs voor een georganiseerd netwerk. Onderzoek concludeerde dat de zaak voornamelijk draaide om oudere, reeds bekende beelden.

## Veroordelingen
Vervloesem werd tussen 1979 en 1986 meerdere malen veroordeeld, onder meer voor seksueel misbruik van minderjarigen. In 2008 werd hij schuldig bevonden aan seksueel misbruik van minderjarigen, verspreiding van kinderpornografisch materiaal en oplichting, en kreeg hij een gevangenisstraf van vier jaar. Hij werd in 2010 vrijgelaten onder voorwaarden. In 2012 werd hij opnieuw aangeklaagd, maar in 2014 vrijgesproken.

## Gezondheid en overlijden
Vervloesem leed aan ernstige gezondheidsproblemen, waaronder diabetes, hartfalen en nierinsufficiëntie, en werd uiteindelijk aan één voet geamputeerd. Hij overleed op 22 januari 2018 op 65-jarige leeftijd in Herenthout.